# Softball aux Jeux panaméricains de 2019
Navigation
2015
Les compétitions de softball aux Jeux panaméricains de 2019 ont lieu du 25 juillet au 10 août 2019 à Lima, au Pérou.

## Médaillés
| Épreuves         | Or | Argent | Bronze |
| ---------------- | --- | --- | --- |
| Tournoi masculin | Argentine Huemul Mata Juan Zara Teo Migliavacca Federico Eder Santiago Carril Mariano Montero Gonzalo Ojeda Juan Malarczuk Manuel Godoy Bruno Motroni Juan Potolicchio Gian Scialacomo Roman Godoy Alan Peker Gustavo Godoy                          | États-Unis Jeffrey Nowaczyk Matt Palazzo Nicholas Mullins Erick Ochoa Antonio Mancha Joel Cooley Kevin Castillo Matthew Ratliff Mervin Weiler Cameron Schiller Marcus Tan Jenner Christiansen Jonathan Lynch Yusef Davis Jr Gilbert Saenz | Mexique Marco Gonzalez Jonathan Salazar Jonathan Muñoz Edgar Lopez Ruben Delgadillo Daniel Durazo Carlos Ordaz Lenny Villalvazo Jose Hernandez Adan Dueñas Ismael Peña Jesus Cardona Julio Rodriguez Ernesto Sanchez Alan Osuna |
| Tournoi féminin  | États-Unis Aubree Munro Alison Aguilar Kelsey Stewart Haylie McCleney Janette Reed Keilani Ricketts Monica Abbott Michelle Moultrie Valerie Arioto Rachel Garcia Kirsti Merritt Sahvanna Jaquish Dejah Mulipola Catherine Osterman Delaney Spaulding | Canada Natalie Wideman Erika Polidori Joanna Lye Holly Speers Jennifer Salling Victoria Hayward Janet Leung Danielle Lawrie Sara Groenewegen Emma Entzminger Jennifer Gilbert Larissa Franklin Eujenna Caira Kaleigh Rafter Morgan Rackel | Porto Rico Alyssa Rivera Natalia Rodriguez Yahelis Munoz Aleshia Ocasio Jena Cozza Aleimalee Lopez Karla Claudio Taran Alvelo Quianna Diaz Carsyn Gordon Shemiah Sanchez Xeana Dung Meghan King Adriana Otero Marta Fuentes     |

## Tableau des médailles
| Rang  | Nation     | Or | Argent | Bronze | Total |
| ----- | ---------- | -- | ------ | ------ | ----- |
| 1     | États-Unis | 1  | 1      | 0      | 2     |
| 2     | Argentine  | 1  | 0      | 0      | 1     |
| 3     | Canada     | 0  | 1      | 0      | 1     |
| 4     | Mexique    | 0  | 0      | 1      | 1     |
| 4     | Porto Rico | 0  | 0      | 1      | 1     |
| Total | Total      | 2  | 2      | 2      | 6     |